# Confessor
A Confessor egy amerikai technikás doom metal együttes. 1986-ban alakultak Észak-Karolina államban. A zenekar az első nagylemeze elkészítése után feloszlott, 2002-ben emlék koncertet adtak elhunyt gitárosuk tiszteletére, utána folytatták. 2009-ben énekesük, Scott Jeffreys elhagyta az együttest. 2011-ben bejelentették, hogy Scott továbbra is a zenekarral dolgozik, bár a Confessor jövője egyelőre ismeretlen, Scott ugyanis Kínában él jelenleg.  Az együttes különlegességnek számít a doom metal műfajában, technikás hangzásuk és Scott magas hangja miatt.

## Tagok
- Scott Jeffreys – ének (1986-1994, 2002-2009, 2011-)
- Chris Nolan – gitár (1994, 2006-)
- Marcus Williams – gitár (2013-)
- Cary Rowells – basszusgitár (1986-1994, 2002-)
- Steve Shelton – dob (1987-1994, 2002-)

## Korábbi tagok
- Shawn McCoy – gitár (2002-2006)
- Ivan Colon – gitár (1990-1994, 2002-ben elhunyt)
- Graham Fry – gitár (1986-1990)
- Jim Shoaf – dob (1986-1987)
- Brian Shoaf – gitár (1986-1994, 2002-2013)

## Diszkográfia
- The Secret (demó, 1987)
- Uncontrolled (demó, 1989)
- Collapse (demó, 1990)
- Condemned (album, 1991)
- Rock Hard Presents: Gods of Grind (Carcass / Cathedral / Confessor / Entombed split lemez, 1991)
- Confessor (EP, 1992)
- Blueprint Soul (EP, 2004)
- Unraveled (album, 2005)
- Sour Times (EP, 2005)
- Live in Norway (videóalbum, 2006)
- Uncontrolled (válogatáslemez, 2012)